# Krzysztof Józef Szymański
Krzysztof Józef Szymański (ur. 21 maja 1952 w Kościanie) – polski polityk, samorządowiec, przedsiębiorca, od 2006 do 2008 marszałek województwa lubuskiego.

## Życiorys
Ukończył studia na Politechnice Poznańskiej. W 1980 wstąpił do NSZZ „Solidarność”. Pracował w Żarskim Przedsiębiorstwie Budowlanym i w Zakładach Płyt Wiórowych w Budowie. W połowie lat 90. założył, a następnie zarządzał prywatną firmą zajmującą się produkcją rur kanalizacyjnych. Działał także w regionalnych organizacjach przedsiębiorców.
Należał do Platformy Obywatelskiej. W wyborach samorządowych w 2006 został wybrany na radnego sejmiku lubuskiego, a następnie powołany na stanowisko marszałka województwa. Odwołano go z tej funkcji 21 sierpnia 2008. W 2010 nie ubiegał się o reelekcję.
W grudniu 2010 Sąd Rejonowy w Zielonej Górze skazał go na karę roku pozbawienia wolności z warunkowym zawieszeniem jej wykonania na trzyletni okres próby, 3 tys. zł grzywny oraz trzyletni zakaz pełnienia funkcji kierowniczych za przekroczenie uprawnień w związku z podpisaniem umów dotyczących promocji województwa bez przeprowadzenia przetargu.
W 2014 i 2018 z listy Prawa i Sprawiedliwości kandydował ponownie do sejmiku województwa.